# Pseudocrossidium arenicola
Pseudocrossidium arenicola là một loài rêu thuộc họ Pottiaceae. Loài này được (Dusén) M.J. Cano mô tả khoa học năm 2015.